# 佩里耶拉康帕涅
佩里耶拉康帕涅（法語：Perriers-la-Campagne，法語發音：[pɛʁje la kɑ̃paɲ]）是法国厄尔省的一个旧市镇，位于该省西部，属于贝尔奈区。2017年1月1日，佩里耶拉康帕涅和相邻的另外3个市镇合并为新市镇里勒河畔纳桑德尔（Nassandres sur Risle）。

## 地理
佩里耶拉康帕涅（49°9'6"N, 0°44'42"E）面积4.47 平方千米，位于法国诺曼底大区厄尔省，该省份为法国北部内陆省份，北起滨海塞纳省，西接奧恩省和卡爾瓦多斯省，南至厄尔-卢瓦省，东临瓦兹省、瓦兹河谷省和伊夫林省。
与佩里耶拉康帕涅接壤的市镇（或旧市镇、城区）包括：布里奥讷、古皮耶尔、阿库尔、纳桑德尔。
佩里耶拉康帕涅的时区为UTC+01:00、UTC+02:00（夏令时）。

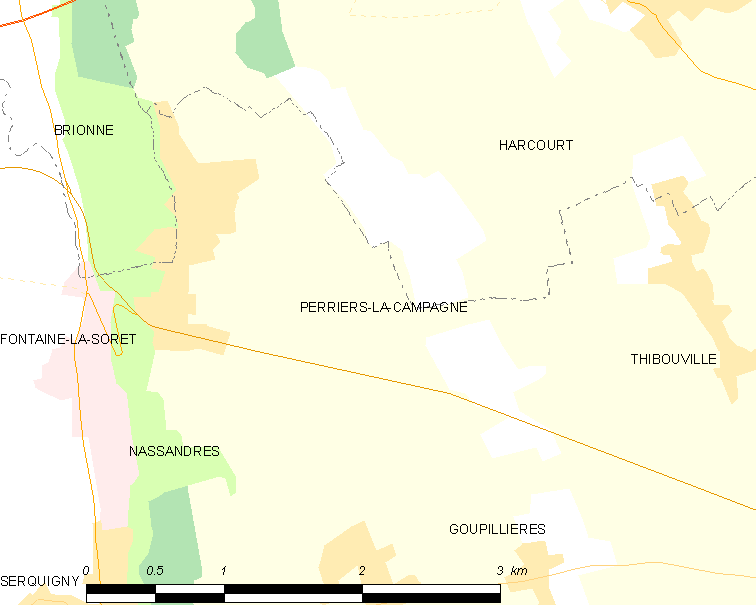
佩里耶拉康帕涅的OSM定位图

## 行政
佩里耶拉康帕涅的邮政编码为27170，INSEE市镇编码为27452。

## 政治
佩里耶拉康帕涅所属的省级选区为布里奥讷县。

## 人口

1962-2008年间佩里耶拉康帕涅人口变化图示

佩里耶拉康帕涅于2018年1月1日时的人口数量为395人。